# Patrik Šimko
Patrik Šimko (* 8. července 1991 Prešov) je slovenský profesionální fotbalista, který hraje na pozici levého obránce za slovenský klub FC Tatran Prešov.
Rodák z Kanaša nedaleko Prešova.